# Bocigas
Bocigas is een gemeente in de Spaanse provincie Valladolid in de regio Castilië en León met een oppervlakte van 16,43 km². Bocigasa telt 86 inwoners (1 januari 2016).

## Demografische ontwikkeling

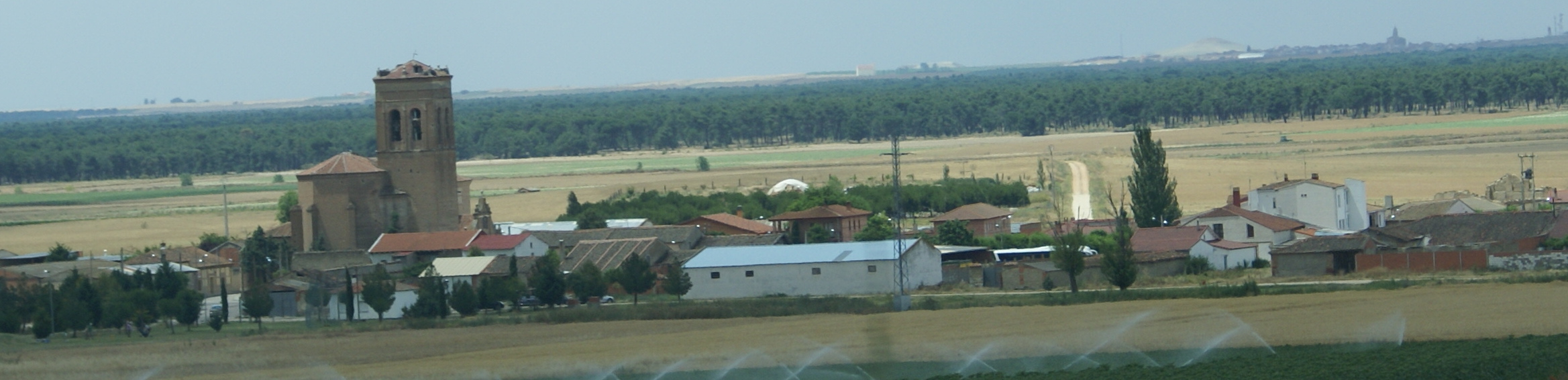
Bocigas

Bron: INE, 1857-2011: volkstellingen